# Robbert Jan F. Donker

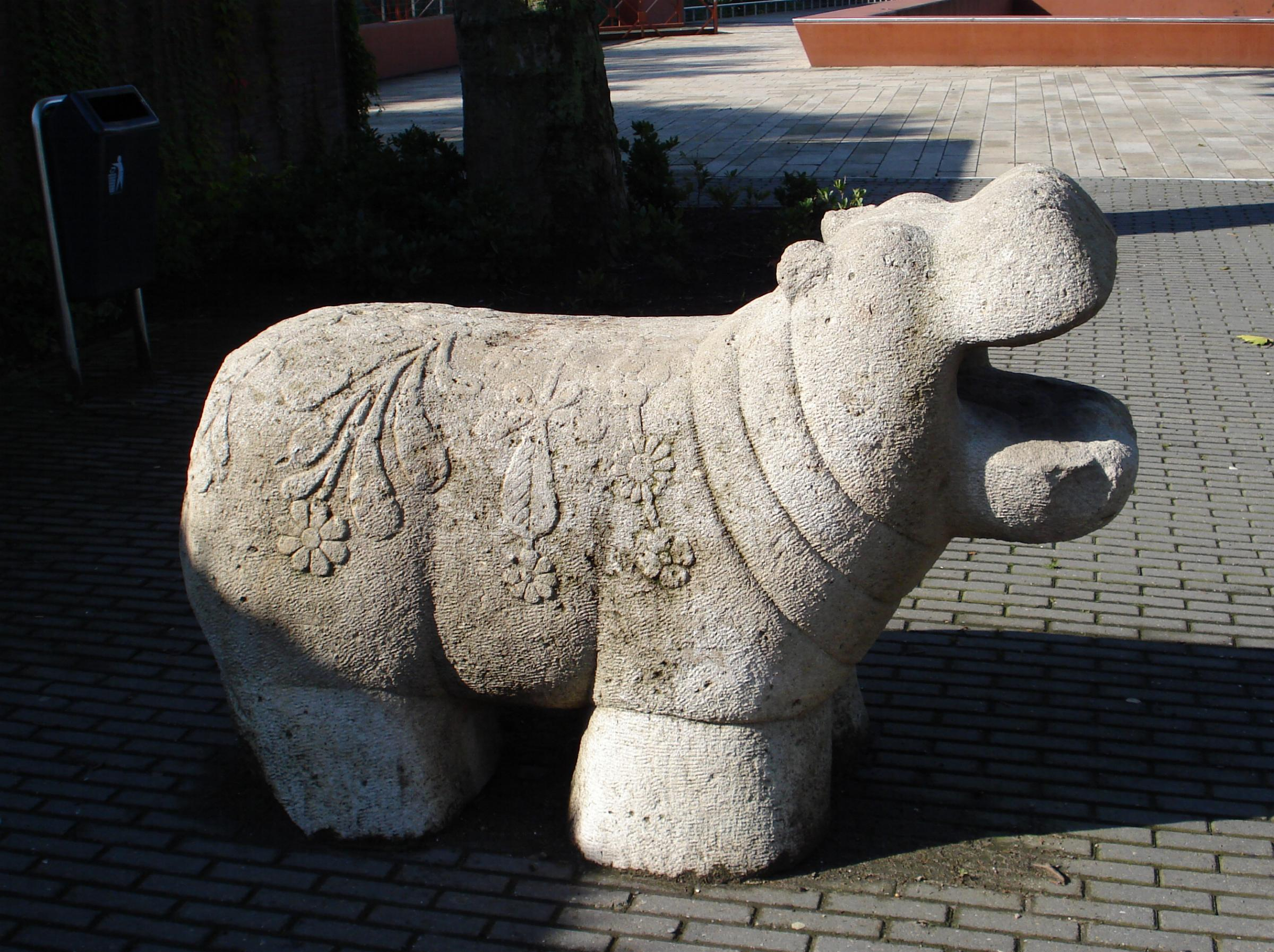
Nijlpaard, Rotterdam

Robbert Jan F. Donker (Amsterdam, 1943 - Rotterdam, 8 juni 2016) was een Nederlandse beeldhouwer.

## Leven en werk
Donker werd geboren in Amsterdam. Hij studeerde van 1960 tot 1965 beeldhouwkunst aan de Academie van Beeldende Kunsten en Technische Wetenschappen in Rotterdam. De kunstenaar woonde en werkte sindsdien in Rotterdam. Hij maakte mens- en vooral dierfiguren van de materialen brons en steen.

## Werken (selectie)
- Bertje, Julianastraat, Rhoon
- Nijlpaard (1970), Afrikaanderplein, Rotterdam
- Koe (1976), Berlagepad/Kromhoutpad, Rotterdam
- Charly, een roemruchte oude noorderling (1989), Snellemanplein, Rotterdam
- Kuiper (1992), Koemarkt, Schiedam
- Penning De boezemvriend
- Bronzen plaquette (1993), Jeugdtheater Hofplein aan de Benthemstraat, Rotterdam
- Zwaan (2006), Arboretum Trompenburg, Rotterdam
- Penning Fides Obligat Fidem (2007)
- Neeltje (2009), Van Cappellenhuis aan de Dorpsstraat, Capelle aan den IJssel
- Vijf Rotterdammers (2013), Van Hoboken, Van Beuningen, Van Rijckevorsel, Mees en Jamin aan het Westplein, Rotterdam

## Fotogalerij

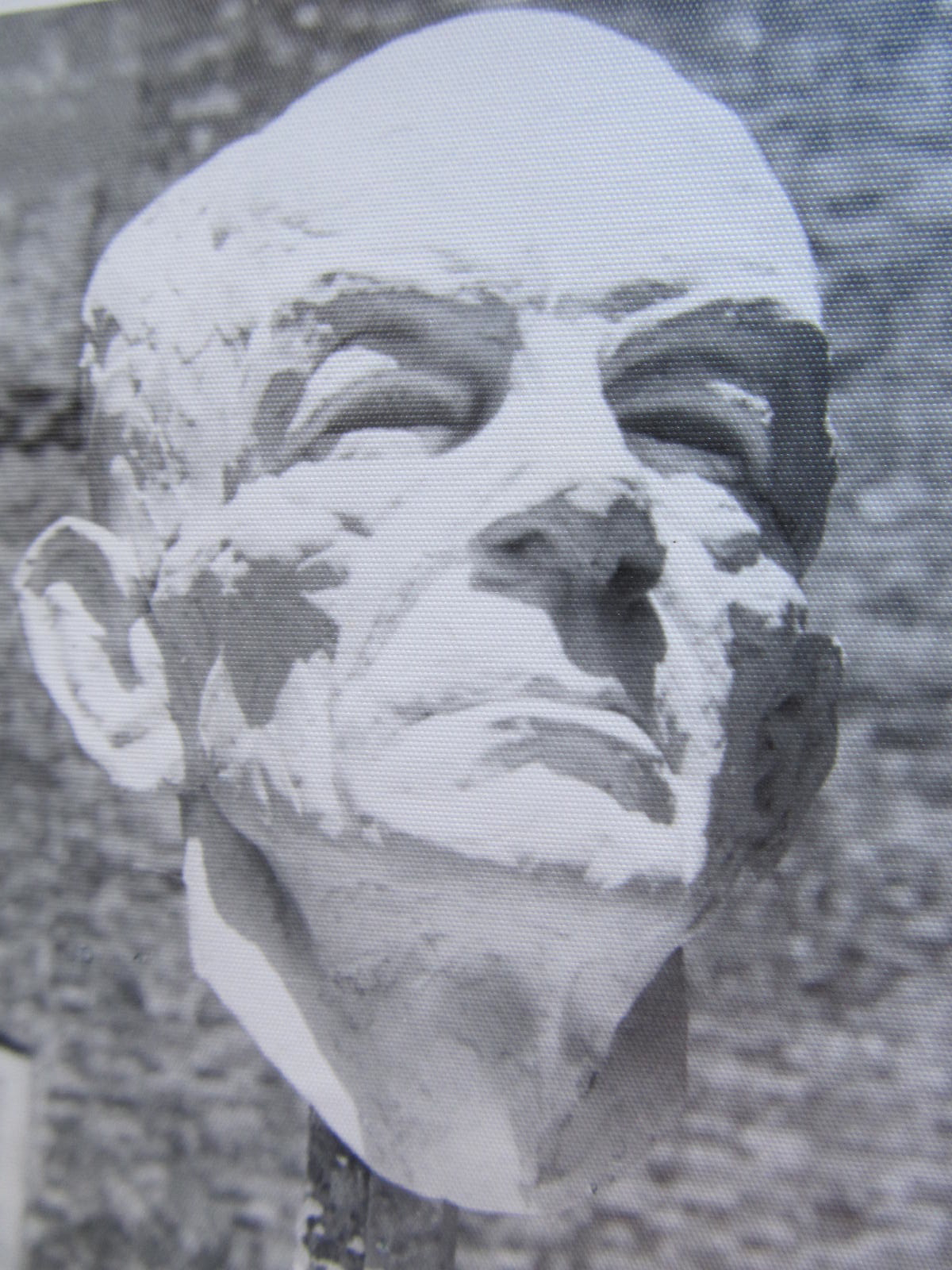
Peter van Andel (1963)
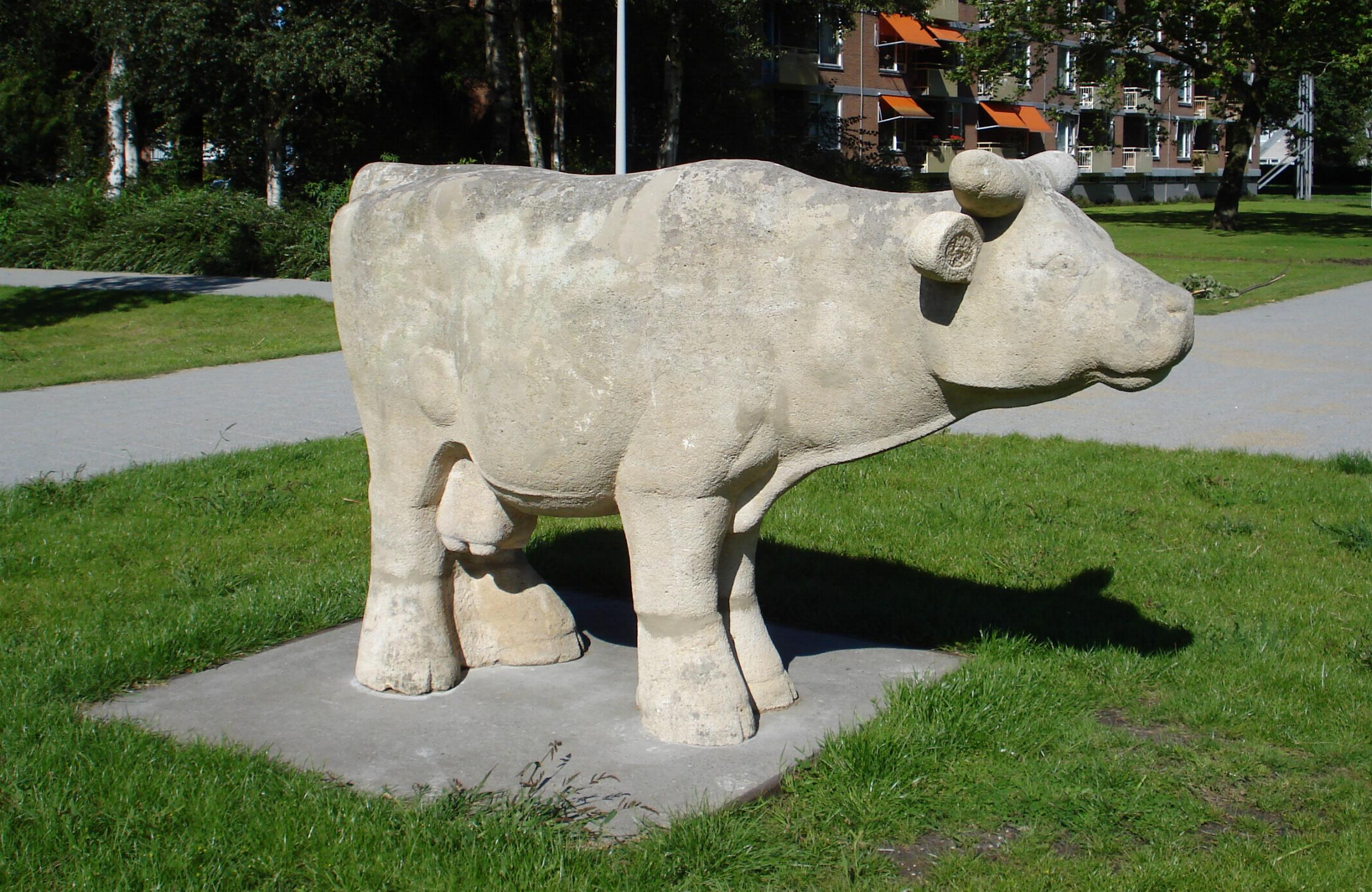
De koe (1976), Rotterdam
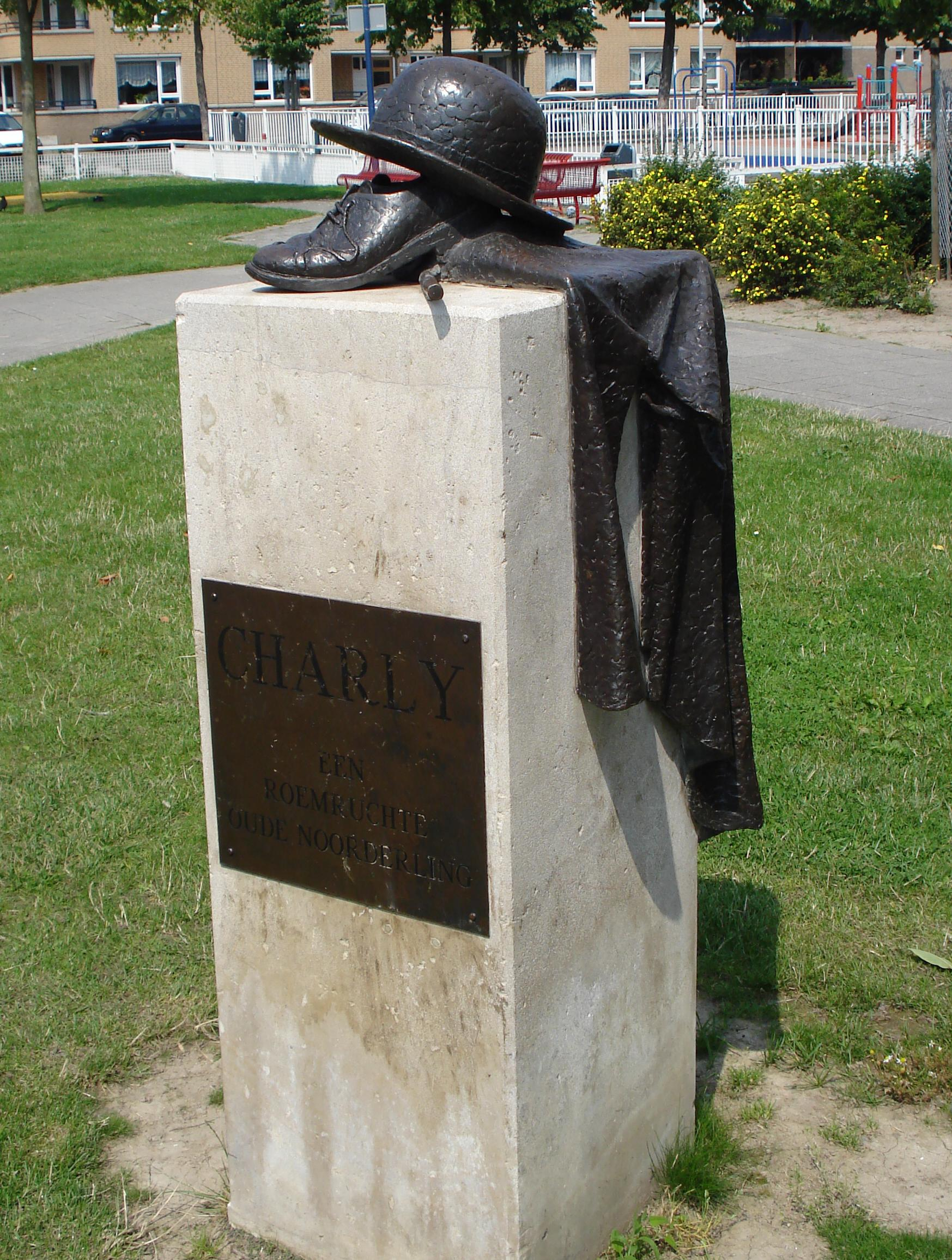
Charly (1989), Rotterdam
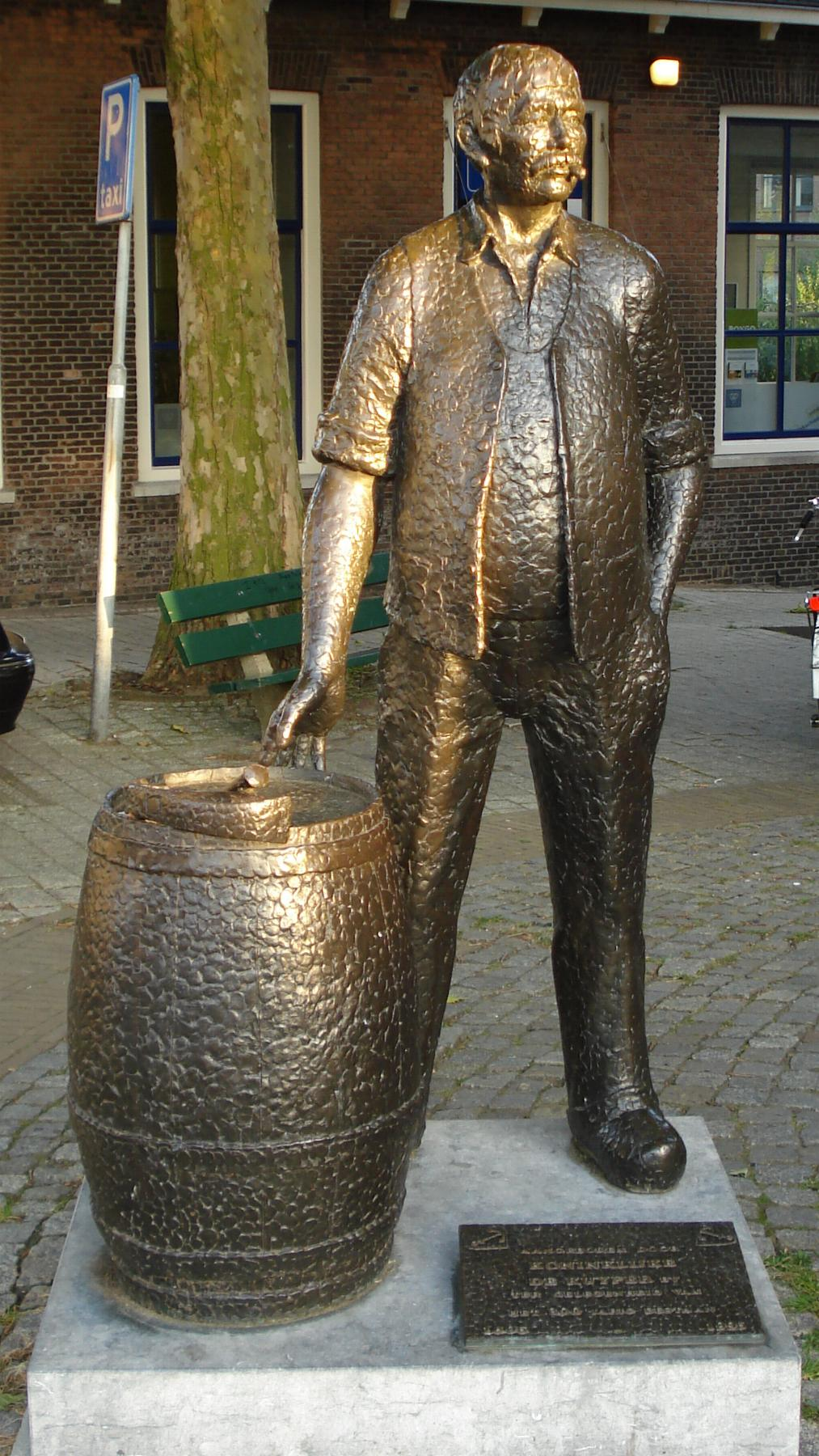
Kuiper (1992), Schiedam